# Ставрограма

Ставрограма (Тау-Ро)

Ставрограма (також Тау-Ро), ⳨  — знак, що виник після поєднання двох грецьких літер: «тау» і «ро».
Ранні християни використовувала його як абревіатуру слова «хрест» грецькою мовою. Зокрема, таке скорочення вжито в одному з рукописів Євангелія від Луки.

## Виникнення та значення

### Скорочення длястаурос
Ставрограма була вперше використана для скорочення слова Стауро́с(σταυρός), грецьке слово хрест, в ранніх рукописах Нового Завіту та візуально зображала Ісуса Христа на хресті.

### Тау і Ро окремо
Дві літери тау і ро можна зустріти окремо як символи, які вже є на ранньохристиянських осуаріях. Тертуліан пояснює «тау» як символ хреста; літера «ро», натомість, означала число «100». Вона також використовувалася як заклик про допомогу. Число «100», своєю чергою, — це пригадування про Авраама, адже йому  було стільки років, коли народився Ісаак. Господь наказав Авраамові принести свого сина в жертву, що стало прообразом жертви Христа.

#### Коптський блок Unicode
Ставрограма кодується Unicode в коптському блоці, на U+2CE8 ⳨ COPTIC SYMBOL TAU RO, а станом на Unicode 7.0 (2014) також у блоці Стародавні символи, за U+101A0 𐆠 GREEK SYMBOL TAU RHO. Коптський блок має лігатуру повного слова σταυρός, де τρ представлений ставрограмою.